# Matourea
Matourea (hrv. i otakantus, po sinonimu Otacanthus) je biljni rod iz porodice trpučevki  (Plantaginaceae). Pripada mu 9 vrsta u Nikaragvi, Malim Antilima (otoci Trinidad, Tobago) i Južnoj Americi.. Opisan je u Hist. Pl. Guiane, 1775.

## Opis
To su polugrmovi i grmovi tropske Amerike.

## Vrste
1. Matourea azurea (Linden) Colletta & V.C.Souza
2. Matourea caparaoensis (Brade) Colletta & V.C.Souza
3. Matourea crenata (Ronse & Philcox) Colletta & V.C.Souza
4. Matourea erecta (Spreng.) Colletta & V.C.Souza
5. Matourea latifolia (V.C.Souza) Colletta & V.C.Souza
6. Matourea ocymoides (Cham. & Schltdl.) Colletta & V.C.Souza
7. Matourea platychila (Radlk.) Colletta & V.C.Souza
8. Matourea pratensis Aubl.; tipična vrsta
9. Matourea scutellarioides (Benth.) Colletta & V.C.Souza

## Sinonimi
- Achetaria Cham. & Schltdl.; Linnaea 2: 566 (1827)
- Beyrichia Cham. & Schltdl.; Linmaea 3: 21 (1828)
- Otacanthus Lindl.; Fl. des Serres 15: 53. t. 1526 (1863)
- Tetraplacus Radlk.; Sitzb. Akad. Muench. 15: 261 (1885)